# 国際自由女性ネットワーク
国際自由女性ネットワーク（国際自由婦人ネットワーク、International Network of Liberal Women、略称:INLW）は、自由主義の支援を目的に掲げる国際女性団体。自由主義インターナショナルのメンバーでもある。